# Вилија
Вилија или Нерис (литв. Neris; блр. Вілія; рус. Вилия) белоруско-литванска је река и десна притока реке Њемен (део басена Балтичког мора).
Вилија извире у мочварном подручју Минског побрђа, северно од града Минска, тече ка западу и улива се у реку Њемен код града Каунаса у Литванији. Укупна дужина водотока је 510 km, од чега је 275 km тока кроз Белорусију и у том делу тока носи назив Вилија, док преко Литваније тече дужином од 235 km као река Нерис (и друга је по величини река Литваније). Укупна површина басена Вилије је 24.942,3 km² (од чега је око 56% на територији Литваније).
Вилија протиче кроз две старе литванске престонице Кернаву и Вилњус, а на њеним обалама су се у предхришћанском периоду обављали пагански ритуали и сахране.
У горњем делу тока на реци је саграђено вештачко Вилејско језеро, највећа акумулација у Белорусији површине 64,6 km² која пијаћом водом снабдева главни град Минск.
Најважније притоке су Нарач, Сервач, Страча, Уша и Ашмјанка (на територији Белорусије) те Швентоји, Жејмена, Вилејка, Мусе (у Литванији).
На њеним обалама леже градови Вилејка и Смаргоњ у Белорусији, те Неменчине, Вилњус, Григишкес, Јонава и Каунас у Литванији.